# Università di Glasgow
L'Università di Glasgow (in inglese: University of Glasgow, in gaelico scozzese: Oilthigh Ghlaschu) è un'università pubblica britannica fondata nel 1451. È la seconda università più antica della Scozia preceduta solo dall'Università di St. Andrews e la quarta di tutto il mondo anglofono.

## Storia
Fu originariamente fondata con una bolla di papa Niccolò V, è ora considerata una delle università più prestigiose del Regno Unito e una delle 100 migliori università al mondo.
Le prime lezioni si tennero nella sala capitolare della Cattedrale di Glasgow. Tra la metà del XV secolo e la metà del XVI secolo, l'università si espanse lungo High Street grazie a varie donazioni di terre e di fondi.
Nel 1870, data l'esigenza di trovare maggior spazio per il campus, l'università venne spostata nella sua attuale ubicazione a Gilmorehill, nel West end della città.
Il nuovo edificio è un esempio di architettura neogotica progettata dall'architetto George Gilbert Scott.

## Alunni celebri
- Jocelyn Bell
- Andrew Bonar Law
- John Boyd Orr
- William Boyd
- Henry Campbell-Bannerman
- John Grierson
- Ronald Laing
- Cosmo Lang
- John Logie Baird
- William Ramsay
- Adam Smith
- John Smith
- Tobias Smollett
- Nicola Sturgeon
- Alex Robertus Todd
- William Thomson[3]